# Розсипнянське газоконденсатне родовище
Розсипнянське газоконденсатне родовище — одне з родовищ Луганської області України, знаходиться на території Слов'яносербського району.

## Опис
Належить до Красноріцького газоносного району Східного нафтогазоносного регіону України.
Поклади вуглеводнів виявлені тут у 2004 році свердловиною № 504 на глибині 1919—1923 метри, в районі західніше від Західно-Вергунського родовища, відкритого за три роки до того. У грудні того ж року на родовищі розпочато видобуток.
В 2011 році ГПУ «Шебелинкагазвидобування» ДК «Укргазвидобування» отримало дозвіл на використання надр Розсипнянського родовища терміном на 20 років.
Осінню 2014-го наказом Міністерства палива та енергетики воно було офіційно визнане введеним в промислову експлуатацію. Проте на той момент внаслідок бойових дій на Донбасі «Шебелинкагазвидобування» втратила контроль над родовищем.